# Kuroshio

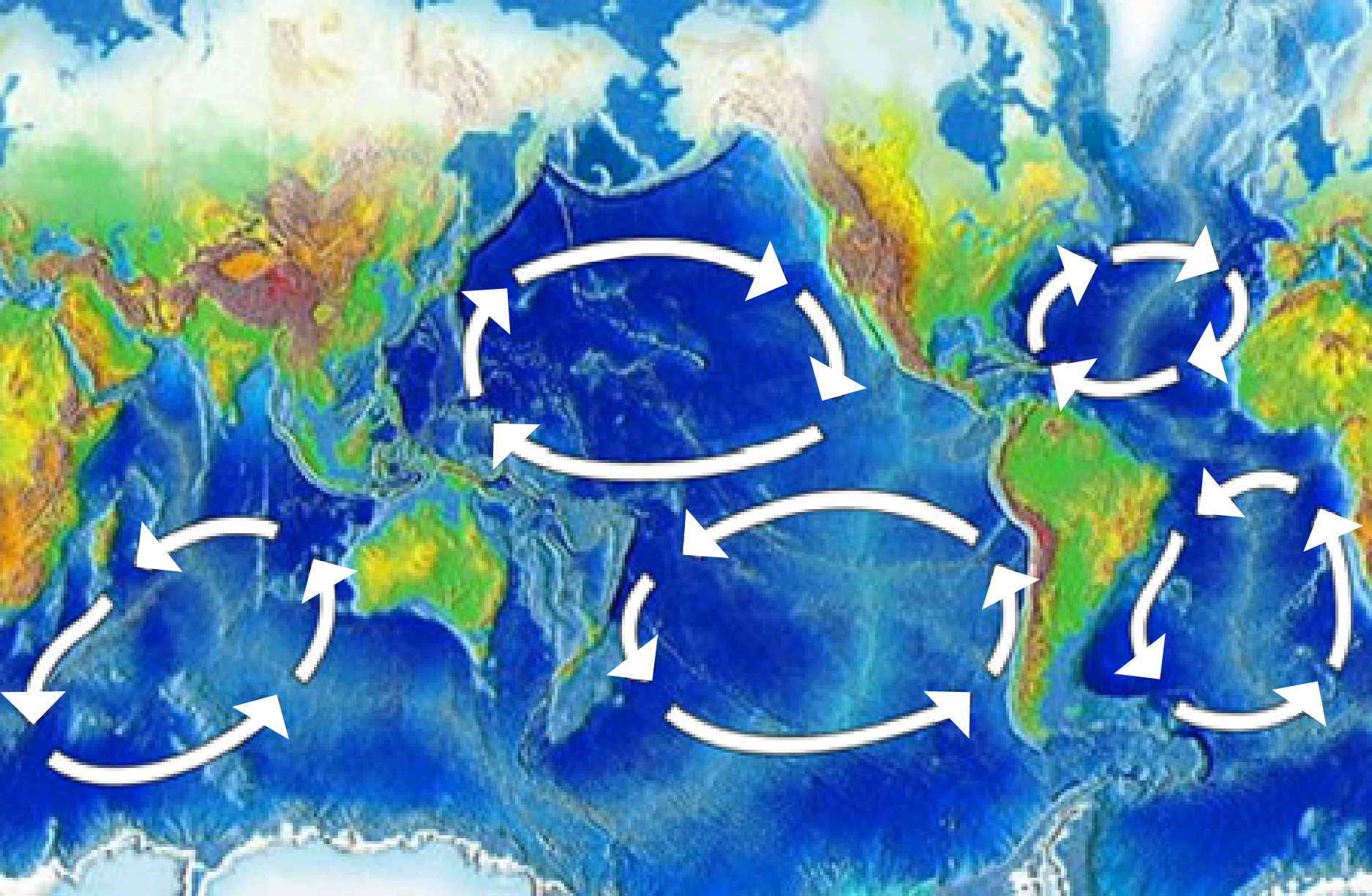
A Corrente Kuroshio é o lado oeste do giro do Oceano Pacífico Norte no sentido horário.

A Corrente Kuroshio (黒潮, "Maré Negra"), também conhecida como Corrente Negra ou Corrente do Japão (日本海流, Nihon Kairyū) é uma corrente oceânica quente que flui para o norte no lado oeste da bacia do Oceano Pacífico Norte. Foi nomeado pela aparência azul profunda de suas águas. Semelhante à Corrente do Golfo no Atlântico Norte, o Kuroshio é uma poderosa corrente de fronteira ocidental que transporta água equatorial quente em direção aos polos e forma o limbo ocidental do Giro Subtropical do Pacífico Norte. Ao largo da costa leste do Japão, funde-se com a Corrente de Oyashio para formar a Corrente do Pacífico Norte.
A Corrente Kuroshio tem efeitos significativos nos processos físicos e biológicos do Oceano Pacífico Norte, incluindo o transporte de nutrientes e sedimentos, grandes trilhas de tempestades do Pacífico e clima regional e formação de água no modo Pacífico. Além disso, o transporte significativo de nutrientes da corrente resulta em uma ecorregião biologicamente rica que sustenta uma importante indústria pesqueira, bem como diversas cadeias alimentares marinhas. O Mar da China Meridional, por exemplo, tem concentrações relativamente baixas de nutrientes em suas águas superiores, mas experimenta maior produtividade biológica devido à entrada da Intrusão da Corrente Kuroshio. Pesquisas em andamento centradas na resposta da Corrente Kuroshio às mudanças climáticas preveem um fortalecimento nos fluxos superficiais dessa corrente de fronteira oeste, o que contrasta com as mudanças previstas na Corrente do Golfo do Oceano Atlântico.

## Propriedades físicas

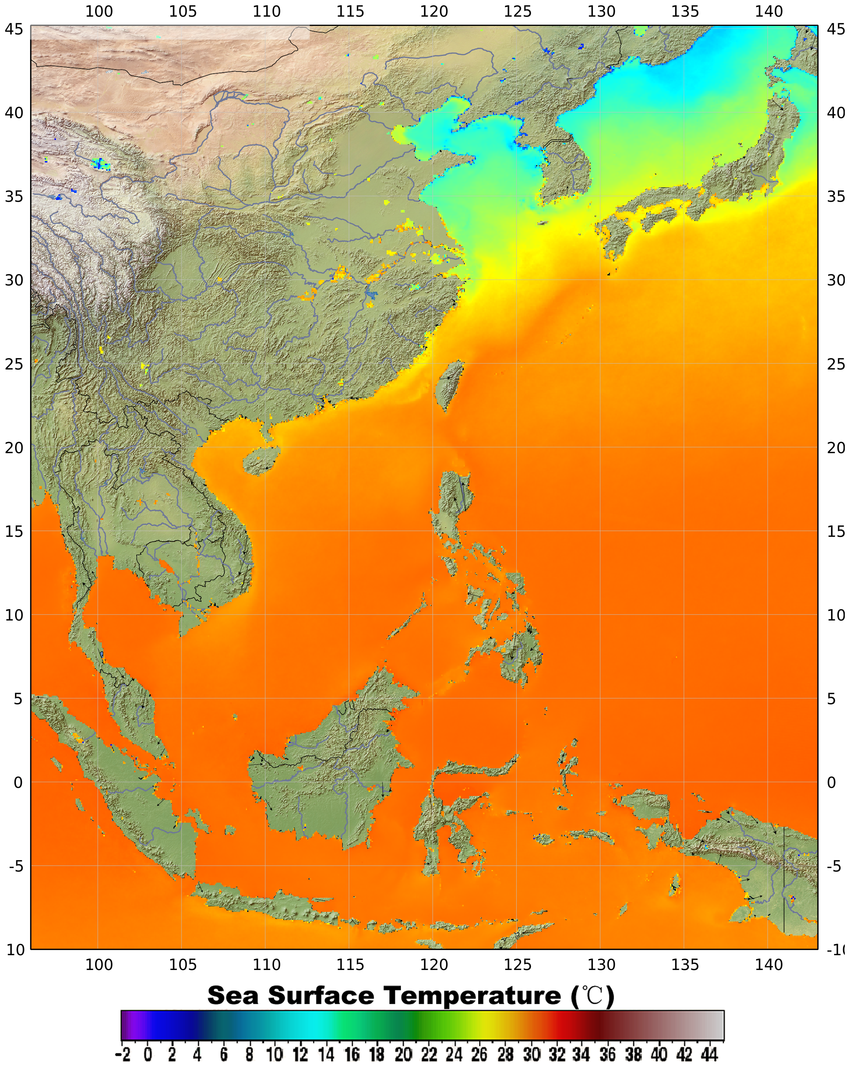
Temperaturas médias de inverno da superfície do mar no Oceano Pacífico ocidental usando dados de satélite. A corrente Kuroshio é quente, comparada às águas mais frias no Mar Amarelo e Mar do Japão.

A Kuroshio é uma corrente oceânica relativamente quente com uma temperatura da superfície do mar média anual de aproximadamente 24 °C (75 °F), tem aproximadamente 100 quilômetros (62 mi) de largura e produz frequentes vórtices de pequena a média escala. A Kuroshio origina-se da Corrente Norte Equatorial do Pacífico, que se divide em duas na costa leste de Luzon, Filipinas, para formar a Corrente de Mindanao que flui para o sul e a mais significativa Corrente Kuroshio que flui para o norte. A leste de Taiwan, a Kuroshio entra no Mar do Japão através de uma profunda abertura na cadeia de ilhas Ryukyu conhecida como Depressão de Yonaguni. A Kuroshio então continua para o norte e paralela às ilhas Ryukyu, direcionada pela parte mais profunda do Mar do Japão, a Fossa de Okinawa, antes de deixar o Mar do Japão e reentrar no Pacífico através do Estreito de Tokara. Em seguida, flui ao longo da margem sul do Japão, mas serpenteia significativamente. Na Península de Bōsō, a Kuroshio finalmente se separa da costa japonesa e viaja para o leste como a Extensão Kuroshio. A Corrente Kuroshio é o análogo do Pacífico da Corrente do Golfo no Oceano Atlântico, transportando água tropical quente para o norte em direção à região polar.
As contrapartes da Kuroshio associadas ao Giro do Pacífico Norte são: a Corrente do Pacífico Norte que flui para o leste ao norte, a Corrente da Califórnia que flui para o sul a leste, e a Corrente Norte Equatorial que flui para o oeste ao sul. As águas quentes da Corrente Kuroshio sustentam os recifes de coral do Japão, os recifes de coral mais ao norte do mundo. A parte da Kuroshio que se ramifica no Mar do Japão é chamada Corrente Tsushima (対馬海流, Tsushima Kairyū).

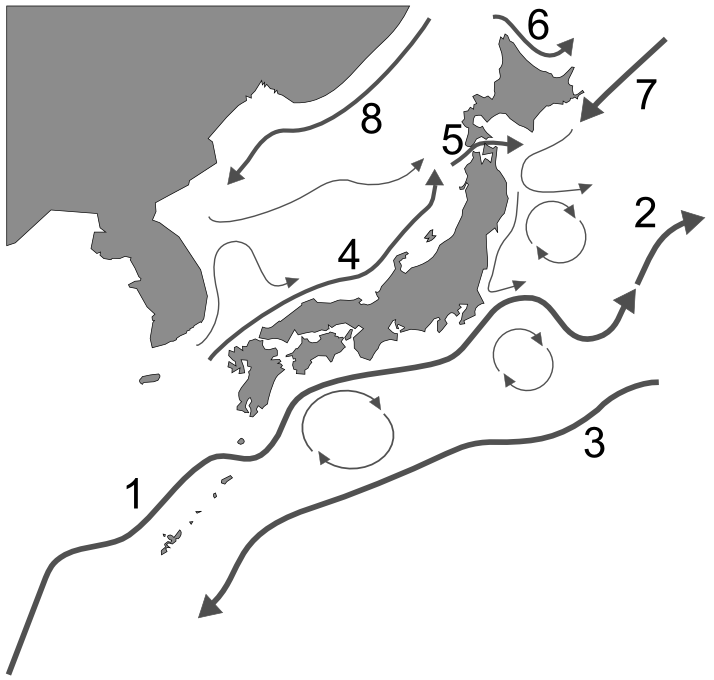
As correntes oceânicas que circundam o arquipélago japonês: 1. Kuroshio 2. Extensão Kuroshio 3. Contracorrente Kuroshio 4. Corrente Tsushima 5. Corrente Tsugaru 6. Corrente Sōya 7. Oyashio 8. Corrente Liman

Semelhante à Corrente do Golfo do Oceano Atlântico, a Corrente Kuroshio cria temperaturas quentes na superfície oceânica e umidade significativa na atmosfera ao longo da bacia do Pacífico ocidental, e assim produz e sustenta ciclones tropicais. Ciclones tropicais, também conhecidos como tufões, são formados quando instabilidade atmosférica, temperaturas quentes da superfície oceânica e ar úmido se combinam para alimentar um sistema atmosférico de baixa pressão. O Oceano Pacífico Norte Ocidental experimenta uma média de 25 tufões anualmente. A maioria dos tufões ocorre de julho a outubro durante o verão do hemisfério norte, e tipicamente se forma onde a Corrente Kuroshio está mais quente perto do equador. Os tufões tendem a seguir a trilha da água quente da corrente em direção ao polo até que se dissipem em águas mais frias.
A força (transporte) da Kuroshio varia ao longo de seu caminho e sazonalmente. Dentro do Mar do Japão, observações sugerem que o transporte da Kuroshio é relativamente constante em cerca de 25Sv (25 milhões de metros cúbicos por segundo). A Kuroshio se fortalece significativamente quando se reconecta ao Oceano Pacífico, atingindo 65Sv (65 milhões de metros cúbicos por segundo) a sudeste do Japão, embora esse transporte tenha variabilidade sazonal significativa. A Corrente Kuroshio se divide em extensão da Corrente Kuroshio e a Corrente Tsushima, conforme as correntes contornam a Ilha Japonesa e se reconectam, mudanças no fluxo impactarão os fluxos das outras correntes.
O caminho da Kuroshio pode ter sido diferente no passado geológico baseado no nível histórico do mar e batimetria, no entanto há atualmente evidências científicas conflitantes. Foi proposto que o nível do mar mais baixo e a tectónica podem ter impedido a Kuroshio de entrar no Mar do Japão durante o último período glacial, aproximadamente c. 115 000 – c. 11 700 anos atrás, e permaneceu inteiramente dentro da bacia do Pacífico. No entanto, outros indicadores e modelos oceânicos sugeriram alternativamente que o caminho da Kuroshio foi relativamente inalterado, possivelmente há até 700 000 anos.

### Transporte de sedimentos
A magnitude da Corrente Kuroshio e a batimetria do fundo marinho resulta em erosão do fundo do mar e transporte de sedimentos em múltiplas regiões. Ao largo do sul de Taiwan, no Planalto de Kenting, a erosão é provavelmente causada pelas fortes correntes de fundo que aumentam a velocidade ao longo da elevação neste planalto. A água do fundo acelera quando viaja de uma profundidade de 3 500 m para uma profundidade de cerca de 400–700 m. O aumento na velocidade da corrente exacerba a erosão revelando o Monte Kuroshio, uma área plana elevada em forma de feijão de 3 km × 7 km a 60–70 m abaixo dos níveis de superfície em comparação com o resto do Planalto que está localizado a cerca de 400–700 m. O Planalto está sendo soerguido e é equilibrado com a erosão.
A granulometria do Planalto de Kenting e área circundante demonstra as qualidades erosivas da Corrente Kuroshio. O tamanho do grão de sedimento da areia varia ao longo da borda do Planalto. Quanto mais profundo na borda, maiores os grãos, pois grãos menores são arrastados pela corrente. Algumas dessas partículas de areia fina se assentaram em um campo de dunas enquanto o sedimento restante é transportado e depositado por toda a região pela Corrente Kuroshio.
A Corrente Kuroshio também transporta sedimentos do Rio Yangtzé. A quantidade de transporte de sedimentos é altamente dependente da relação entre a intrusão da Corrente Kuroshio, a Corrente Costeira da China, e a Corrente Quente de Taiwan. O sedimento do Rio Yangtzé está sendo depositado na plataforma interna do Mar da China Oriental em vez do mar profundo devido à interação das três correntes.

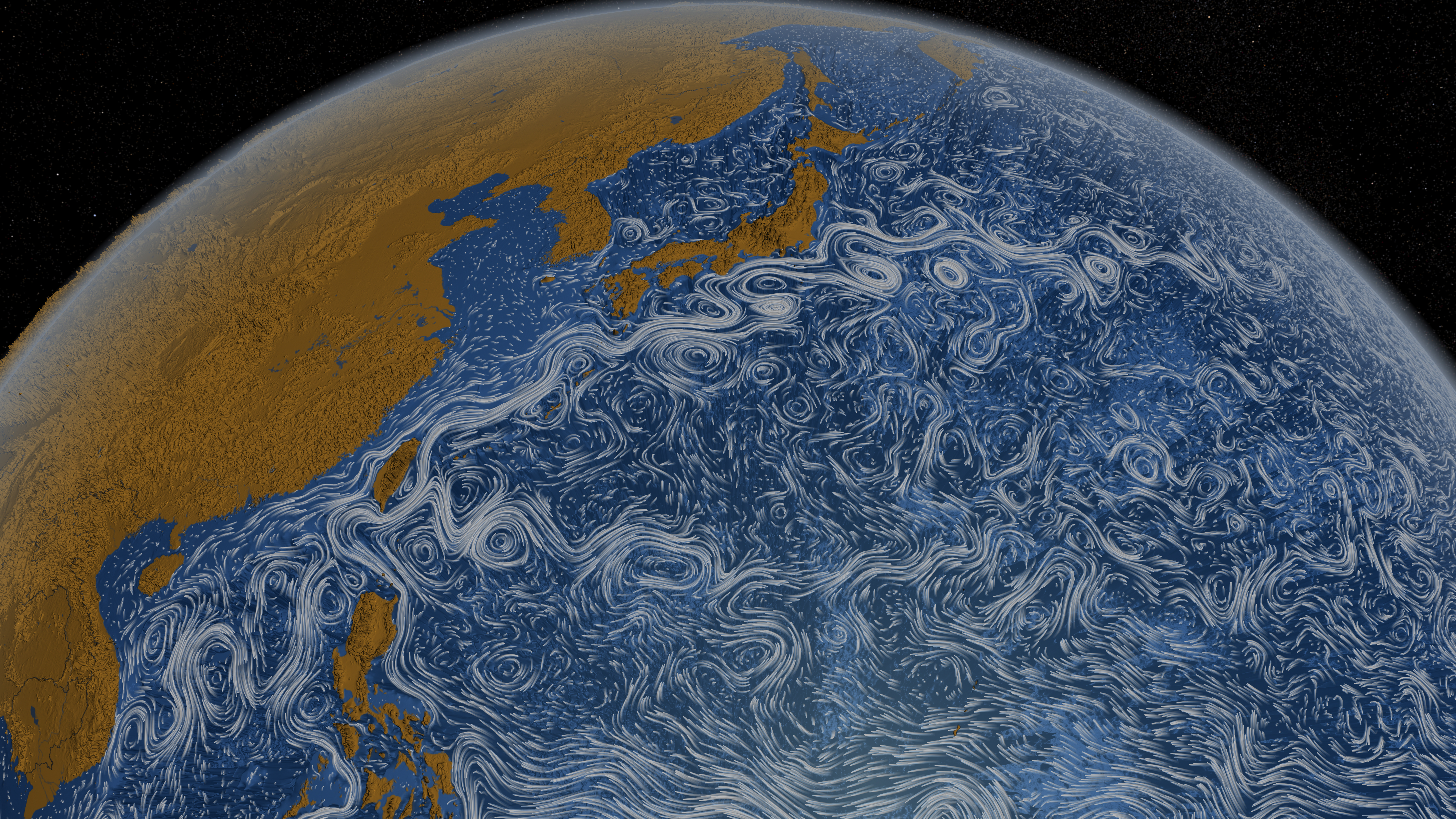
A Corrente Kuroshio, como idealizada do espaço. A circulação e formação de vórtices resultante demonstram a mistura causada pela entrada de água equatorial quente em direção ao polo. Imagem pelo Centro de Voo Espacial Goddard da NASA.

Características elementares distintas de sedimentos de diferentes fontes permite rastrear fontes de sedimentos dentro da Kuroshio. O sedimento taiwanês notavelmente contém ilita e clorita. Esses compostos rastreáveis foram encontrados ao longo de toda a Corrente Kuroshio até seu ramo através da Intrusão da Corrente Kuroshio no Mar da China Meridional. O ramo da Kuroshio no Mar da China Meridional e o vórtice ciclônico a oeste da Ilha de Luzon impactam os sedimentos de Luzon e do Rio das Pérolas. O sedimento de Luzon contendo altos níveis de esmectita é incapaz de viajar para o noroeste. Os sedimentos do Rio das Pérolas contêm altos níveis de caulinita e titânio (Ti) e ficam presos acima da bacia abissal entre a Ilha de Hainan e a foz do Rio das Pérolas. Esses compostos permitem aos cientistas rastrear o transporte de sedimentos ao longo da Corrente Kuroshio.

### Vórtices
Há indicações de que vórtices contribuem para a preservação e sobrevivência de larvas de peixes transportadas pela Kuroshio. A biomassa de plâncton flutua anualmente e é tipicamente mais alta na área de vórtices da borda da Kuroshio. Anéis de núcleo quente não são conhecidos por ter alta produtividade. No entanto, há evidências de distribuição igual de produtividade biológica ao longo dos anéis de núcleo quente da Corrente Kuroshio, suportada pela ressurgência na periferia e pela mistura convectiva causada pelo resfriamento da água superficial conforme os anéis se movem ao norte da corrente. O termostato é a camada mista profunda que tem limites discretos e temperatura uniforme. Dentro desta camada, água rica em nutrientes é trazida à superfície, o que gera uma explosão de produção primária. Dado que a água no núcleo de um anel tem um regime de temperatura diferente das águas da plataforma, há momentos em que um anel de núcleo quente está passando por sua floração primaveril enquanto as águas da plataforma circundante não estão.

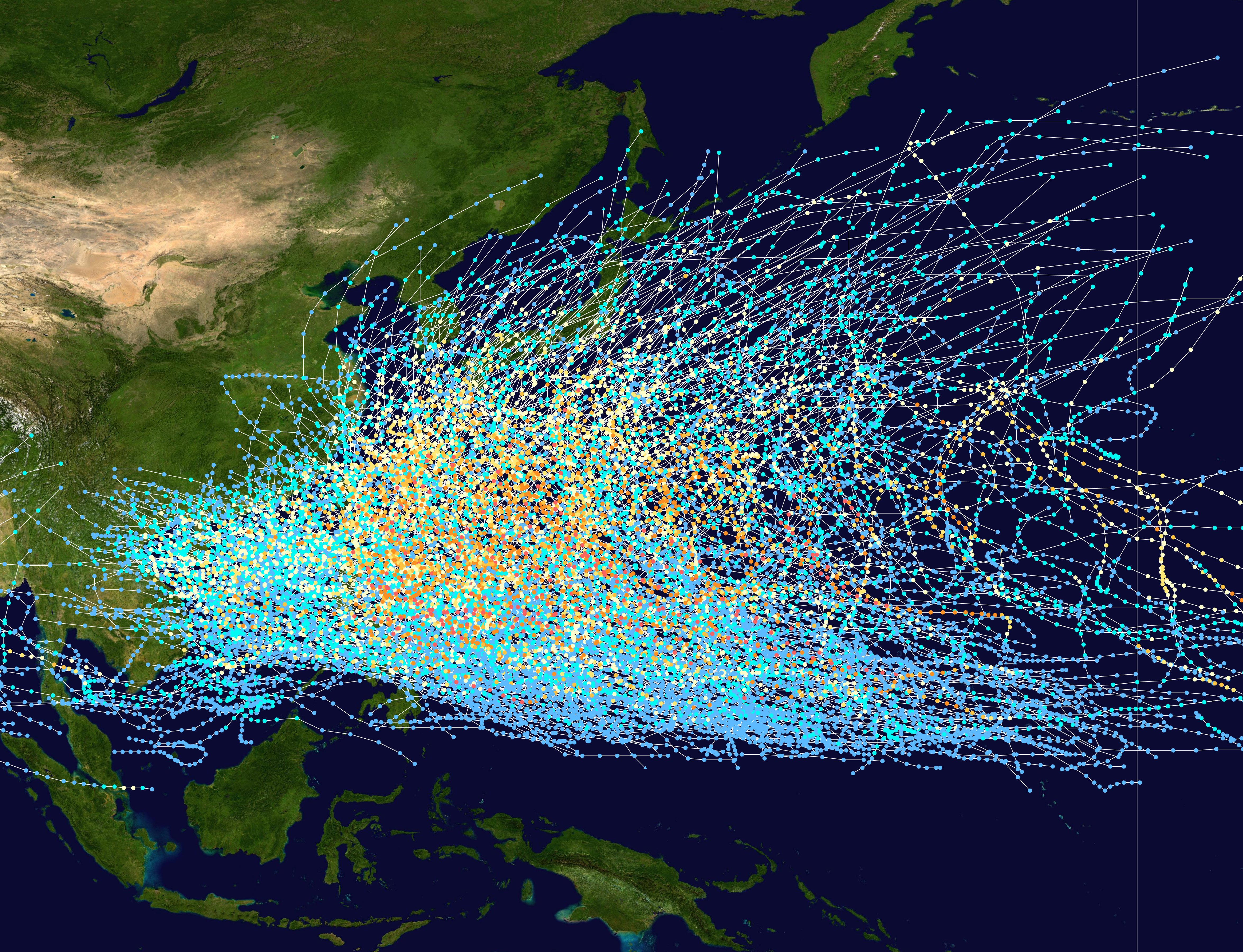
Trilhas de ciclones tropicais do Oceano Pacífico Ocidental compiladas de 1980 a 2005

Há muitas interações complexas dentro dos anéis de núcleo quente e assim, a produtividade ao longo da vida não é muito diferente da água da plataforma circundante. Um estudo de 1998 descobriu que a produtividade primária dentro de um anel de núcleo quente era quase a mesma do jato frio fora dele, com evidências de ressurgência de nutrientes dentro do anel. Além disso, houve descoberta de populações densas de fitoplâncton na nutriclina dentro de um anel, presumivelmente suportadas pela mistura ascendente de nutrientes. Além disso, houve estudos acústicos no anel de núcleo quente, que mostraram espalhamento sonoro intenso de populações de zooplâncton e peixes no anel e sinais acústicos muito esparsos fora dele.

### Tufões
Tufões podem produzir ventos intensos que empurram a camada superficial do oceano por breves períodos de tempo. Esses ventos induzem a camada superficial mais quente do oceano a se misturar com a camada mais profunda e fria de água que está situada abaixo da picnoclina. Esta mistura introduz nutrientes da água mais profunda e fria para a camada superficial mais quente do oceano. Organismos como fitoplâncton e algas usam esses nutrientes recém-introduzidos para crescer. Em 2003, dois tufões induziram mistura significativa da camada superficial quando passaram pela região. Esta mistura produziu diretamente dois eventos de floração de algas no Oceano Pacífico Noroeste que afetaram negativamente o Japão.

## Transporte de nutrientes

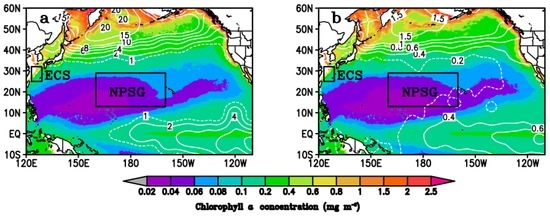
As concentrações médias anuais de clorofila são sombreadas e as concentrações médias anuais de superfície (A) nitrato e (B) fosfato são contornadas. A Corrente Kuroshio transporta nitrato e fosfato do Mar da China Meridional, aumentando a produtividade.

A Corrente Kuroshio é considerada um fluxo de nutrientes devido ao alto fluxo de nutrientes das águas oligotróficas circundantes com produção primária de 150 a 300 gramas de carbono por metro quadrado por ano, com base nas estimativas globais de produtividade primária da SeaWiFS. A corrente transporta quantidades significativas de nutrientes para apoiar essa produção primária da plataforma continental do Mar da China Oriental para o Oceano Pacífico subártico. O valor máximo de clorofila é encontrado em torno de 100 metros (330 pés) de profundidade.  Sua importância no transporte de nutrientes é demonstrada pela água rica em nutrientes na Corrente Kuroshio ser cercada por água ambiente da mesma densidade com níveis relativos de nutrientes mais baixos. A jusante da Corrente Kuroshio recebe grandes quantidades de nutrientes a taxas de 100–280 kmol N*s-1. Os nutrientes são trazidos para a água superficial de camadas mais profundas, onde a Corrente Kuroshio flui sobre áreas rasas e montes submarinos. Este processo ocorre sobre o vale de Okinawa e o estreito de Tokara. O Estreito de Tokara também tem alta atividade ciclônica por onde passa a Corrente Kuroshio. Isso, em combinação com o efeito Coriolis, causa ressurgência intensa ao longo da plataforma continental.  Essa ressurgência e transporte de nutrientes para as camadas superficiais é essencial para a produção primária porque, de outra forma, esses nutrientes vitais seriam inacessíveis ao fitoplâncton, que precisa permanecer nas camadas superiores onde a luz solar está disponível para realizar a fotossíntese. O transporte constante de águas ricas em nutrientes para regiões com altos níveis de luz, portanto, apóia o aumento da fotossíntese, apoiando o resto do ecossistema biologicamente diverso associado à corrente Kuroshio.

## Química do carbonato
O oceano absorve aproximadamente um terço do CO2 produzido pela combustão de combustíveis fósseis, produção de cimento e desmatamento. Um dos sumidouros oceânicos mais significativos para o CO2 atmosférico é a Corrente Kuroshio.  Em suas regiões altamente biologicamente produtivas, essa absorção de CO2 é o enterro de carbono facilitado por uma forte bomba biológica. Na transição menos produtiva da corrente norte, o Kuroshio continua sendo um importante sumidouro de CO2, por meio de alta solubilidade de CO2. A região da Extensão Kuroshio é classificada como o sumidouro mais forte para o CO2 atmosférico no Pacífico Norte. Isso é especialmente verdadeiro no inverno, quando maiores quantidades de CO2 produzido pelo homem são absorvidas na região de Kuroshio Extension em comparação com o verão. Isso provavelmente é explicado por temperaturas mais baixas que facilitam a solubilidade do CO2 na água do oceano. À medida que os níveis de CO2 continuam a aumentar na atmosfera, o mesmo acontece com a absorção de CO2 no Kuroshio, tornando essa sazonalidade mais dramática.